# Kompóthy Gyula
Kompóthy Gyula, született: Kompolti Gyula Géza (Budapest, 1897. november 29. – Szolnok, 1968. augusztus 17.) magyar színész.

## Élete
Kompolti Imre és Porpáczi Margit fia. Iskoláit szülővárosában végezte, majd szülei akarata ellenére színésznek állt. Pályáját a Magyar Műszínkörben és fővárosi kabarékban kezdte. 1919-ben a Modern Kabaré, 1921 és 1923 között Sebestyén Dezső buda–miskolci társulatának, 1923 és 1925 között a Fővárosi Operettszínház, 1925–26-ban a Király Színház, 1927–28-ban a Városi Színház tagja volt. 1924-ben fellépett a Renaissance Színházban, 1926-ban a Városi Színházban és 1927–28-ban a Budai Színkörben is. 1928 és 1930 között Miskolcon játszott. 1932-ben a Fővárosi Operettszínházban, 1934 és 1936 között a Király Színházban, 1935-ben a Terézkörúti Színpadon, 1936–37-ben Szegeden, 1938-ban a Royal, a Városi Színházban és a Komédiában, 1939-ben a Fővárosi Operett, 1940-ben a Városi Színházban, 1940–41-ben a Komédiában szerepelt. 1941–42-ben Beleznay Unger István vándortársulatában, 1944-ben Pécsett, 1949-től 1967-ig Szolnokon lépett színpadra. Operettekben szerzett népszerűséget, kiváló karakterszínész volt.

### Magánélete
Házastársa Szlovicsák Margit volt, akit 1924. október 20-án Budapesten vett feleségül, ám 1932-ben elvált tőle. Második felesége Gálik Terézia volt, akivel 1951-ben Szolnokon kötött házasságot.

## Szerepei

### Főbb színházi szerepei
- Zerkovitz Béla: Csókos asszony – Dorozsmay Pista
- Farkas Imre: Gyurkovics fiúk – Gyurka
- Molière: A képzelt beteg – Daifoirus
- Kacsóh Pongrác: János vitéz – A francia király

### Filmszerepei
- Fehér galambok fekete városban (1923)
- A három árva (1923) – Miklóssy gróf
- Egy fiúnak a fele (1924) – Laci felnőtt korában
- Az őrszem (1924)
- Holnap kezdődik az élet (1924) – Simándy Pál
- A cigány (1925) – Peti
- Aggyisten Biri! (1927) – Kelese Pali
- Tatárjárás (1927, szkeccs)
- Édes mostoha (1935) – sofőr
- Az új földesúr (1935) – börtönparancsnok
- Café Moszkva (1935) – Nagy Mihály százados
- Az okos mama (1935) – vendég Kállayéknál
- Ember a híd alatt (1936) – vendég Soltészék zeneestélyén
- Egy lány elindul (1937) – szakács
- Szervusz, Péter! (1939) – Takács, vendég Lóránt bácsinál
- 5 óra 40 (1939) – főügyész
- Pénz áll a házhoz (1939) – Jenő, nászutas férj
- Az utolsó Wereczkey (1939) – Molnár, intéző
- A miniszter barátja (1939) – vevő az illatszerboltban
- Hat hét boldogság (1939) – rendőrtanácsos
- Bercsényi huszárok (1939) – orvos
- Sarajevo (1940) – magyar ezredes
- Te vagy a dal (1940)
- Ismeretlen ellenfél (1940) – kém
- Vissza az úton (1940) – bártulajdonos
- Erzsébet királyné (1940) – magyar összeesküvő
- Zavaros éjszaka (1940) – vendég az eljegyzésen
- Sok hűhó Emmiért (1940) – Elekes Bálint, földbirtokos
- Pepita kabát (1940) – panzió portása
- Lángok (1940) – Mátrai inasa
- Ma, tegnap, holnap (1941)
- Havasi napsütés (1941) – szállodatitkár
- Szüts Mara házassága (1941) – Dr. Bartha Dénes
- Lesz, ami lesz (1941) – vezérigazgató
- Három csengő (1941) – bárpincér
- Csákó és kalap (1941) – Mészáros István, jegyző
- Egy éjszaka Erdélyben (1941) – udvarmester
- Bob herceg (1941) – palotaőr